# Praia de Aratuba
A Praia de Aratuba fica no município de Vera Cruz, um dos dois municípios que compõem a Ilha de Itaparica (o outro é Itaparica), a maior de todas as ilhas da Baía de Todos os Santos.
Aratuba tem origem tupi e significa ara = pássaro e tyba = abundância.
A principal atração de Aratuba é a praia de águas mornas e calmas, propícias à natação ou ao banho de mar. Barracas de bebidas e comidas, animadas com o pagode baiano, são uma atração à parte.
Trata-se de um povoado praieiro dividido pela estrada estadual BA-882, rodovia secundária à BA-001, que liga toda a Ilha de Itaparica ao Terminal de Ferry-Boat de Bom Despacho, que é a ligação marítima dos ilhéus com Salvador, e também ligação com a BR-101.
A população fixa não chega aos 4 mil habitantes, mas a população flutuante (em feriados prolongados e no Verão) é multiplicada por 10, sendo uma das localidades preferidas da juventude de Salvador, Itaparica, Nazaré das Farinhas, Santo Antônio de Jesus e Feira de Santana, por causa da grande concentração de músicos e outros artistas que vêm da capital baiana para passar fins de semana prolongados na Ilha de Itaparica.
Como chegar? Pega-se o Ferry-Boat no Terminal de São Joaquim, no bairro de Água de Meninos (Cidade Baixa), em Salvador) e depois de 45 minutos de navegação chega-se ao Terminal de Bom Despacho, na Ilha de Itaparica. Dali, de carro próprio, de ônibus ou de van, anda-se 32 km pelas BA-001 e BA-882 até Aratuba. Total médio de 1 hora e meia de viagem, sem contar o tempo de espera no Ferry, que varia de 1 até 4 horas, a depender do dia.
Por estrada, pega-se a BR-324 (a mesma que conduzirá o viajante ao Rio de Janeiro) e, depois, no entroncamento, a BR-101, em direção a Santo Antônio de Jesus, Nazaré das Farinhas, Ponte do Funil e, finalmente, Ilha de Itaparica. Aratuba é a segunda localidade na BA-882, logo depois de Tairu. Por estrada o percurso é de 292 km, numa média de 3 horas e meia de viagem a uma velocidade segura.